# كورت جويل
كورت جويل (بالألمانية: Curt Joël)‏ هو محامي وسياسي ألماني، ولد في 18 يناير 1865 في بولندا، وتوفي في 15 أبريل 1945 في برلين في ألمانيا.